# Rübehorst (Großderschau)
Rübehorst ist ein Ortsteil der Gemeinde Großderschau, zugehörig zum Amt Rhinow im Nordwesten des Landkreises Havelland in Brandenburg.

## Lage
Der Ortsteil Rübehorst liegt im Naturpark Westhavelland rund 25 Kilometer nördlich von Rathenow. Nördlich liegt Roddahn, Ortsteil von Neustadt (Dosse), östlich Großderschau, südlich die Stadt Rhinow sowie die Gemeinde Gollenberg und westlich die Landesgrenze zu Sachsen-Anhalt. Am südlichen Rand des Ortsteils verläuft die Dosse, ein Nebenfluss der Havel, nördlich die Alte Jäglitz.

## Geschichte
Friedrich II. von Hessen-Homburg erwarb Neustadt 1662 und ließ an drei Standorten Glashütten errichten, darunter ab etwa 1687 die Glashütte in Rübehorst, welche allerdings nur kurze Zeit bestand. Friedrich Wilhelm I. ließ an dem Standort der inzwischen geschlossenen Glashütte eine Amtsmeierei auf dem Rübehorst einrichten.  Das Dorf Rübehorst entstand ab der Mitte des 18. Jahrhunderts, nachdem 1749 mit der Kultivierung des Rhinluchs und der Kolonisierung des Gebiets durch angeworbene Siedler begonnen worden war.
Bis zur Verwaltungsreform 1952 war Rübehorst eigenständige Gemeinde im Kreis Ruppin, danach im Kreis Rathenow. Am 1. Mai 1974 wurde Rübehorst nach Großderschau eingemeindet.

## Infrastruktur
Durch den Ortsteil verläuft die Landesstraße L14, die innerorts Dorfstraße heißt. Die Buslinie 689 der Havelbus-Verkehrsgesellschaft verkehrt in der Regel zwischen Rhinow und Großderschau mit Halt in Rübehorst. In etwa 17 Kilometern Entfernung befindet sich der Bahnhof Neustadt (Dosse). Dort verkehrt die Regional-Express-Linie RE 2 zwischen Wismar und Cottbus über Berlin.

## Persönlichkeiten
- Heinz-Peter Schlüter (1949–2015), Unternehmer, in Rübehorst geboren